# Gordan Grlić Radman
Gordan Grlić-Radman, hrvaški diplomat in politik, * 6. junij 1958, Prisoje, Bosna in Hercegovina.
Od 22. julija 2019 služi v hrvaški vladi kot minister za zunanje in evropske zadeve.

## Zgodnje življenje in izobraževanje
Grlić-Radman se je rodil v Prisojah pri Tomislavgradu v Bosni in Hercegovini. Do leta 1977 je obiskoval XIV. gimnazijo v Zagrebu, leta 1982 pa diplomiral na Fakulteti za kmetijstvo Univerze v Zagrebu.
Leta 1991 je zaključil tudi dvoletno diplomo na šoli za upravljanje Institut für Kaderschule v Bernu v Švici. Leta 2002 je na Fakulteti za politične vede Univerze v Zagrebu diplomiral iz mednarodnih odnosov, leta 2007 pa tudi doktoriral z disertacijo na temo "Nevtralnost in nova evropska varnostna arhitektura".

## Poklicna kariera
Grlić-Radman je svojo poslovno pot začel v podjetju Melior-Haefliger AG v Švici, kjer je deloval med letoma 1984 in 1991. V teh letih je bil aktiven v hrvaški diaspori kot predsednik hrvaške kulturne skupnosti v Švici (1984–1988) in z Davorjem Pavuno sopokrovitelj hrvaško-švicarskega poslovnega svetovanja.
Od leta 1991 do 1992 je delal kot poslovni sekretar na Medicinski fakulteti v Zagrebu in se prostovoljno pridružil Uradu za begunce in razseljene osebe hrvaške vlade (sodelovanje z diasporo) in za hrvaško zdravstveno službo (humanitarna pomoč).

## Diplomatska kariera
Od leta 1992 je Grlić-Radman pomagal pri ustanavljanju diplomatsko-konzularnih predstavništev samostojne Hrvaške v Bernu, Ženevi in Zürichu.
Kasneje je služboval na hrvaških veleposlaništvih v Bolgariji (1994–1996) in na Madžarskem, ki jih je takrat vodil Zdenko Škrabalo (1996–1997). Od leta 1997 do 2012 je na hrvaškem zunanjem ministrstvu deloval v času ministra Mateja Granića, med drugim kot vodja srednjeevropskega oddelka (2004–2009) in sekretar Donavske komisije (2011–2014). Od leta 2010 do 2012 je vodil Center za mednarodne študije.
Leta 2012 je Davor Ivo Stier Grlić-Radmana imenoval na mesto veleposlanika na Madžarskem. Oktobra 2017 je bil imenovan za veleposlanika v Nemčiji.
19. julija 2019 je ga je hrvaška vlada imenovala za naslednika Marije Pejčinović Burić na mestu ministra za zunanje in evropske zadeve v vladi Andreja Plenkovića.

## Zasebno življenje
Gordan Grlić-Radman je poročen in oče treh otrok. Je rimokatolik. Tekoče govori nemško, angleško, bolgarsko in madžarsko.